# Candido o l'ottimismo nel XX secolo
Candido o l'ottimismo nel XX secolo (Candide ou l'optimisme au XXe siècle) è un film del 1960 diretto da Norbert Carbonnaux.
Il film è un adattamento del racconto filosofico Candido di Voltaire del 1759, ma è ambientato durante la seconda guerra mondiale.